# Colonne d'Arcadius
La colonne d'Arcadius est une colonne triomphale érigée en 401 sur le forum d'Arcadius à Constantinople pour commémorer le triomphe de cet empereur sur le parti goth de Gaïnas en 400. 
Le décor ne fut achevé qu'en 421, bien après la mort d'Arcadius en 408, et le monument fut alors dédié au nouvel empereur, Théodose II.

## Description
Fortement inspirée de la colonne de Théodose dressée par cet empereur sur le forum Tauri dans les années 380, ce monument poursuit la tradition des colonnes triomphales de Rome, comme la colonne Trajane et la colonne de Marc-Aurèle.
La colonne a été détruite au XVIe siècle et il n'en subsiste plus que le massif de maçonnerie du socle ainsi que la base. Le détail de sa décoration est toutefois conservé par une série de dessins réalisés en 1575. Elle était faite de serpentine et le socle de granite rouge.

## Galerie

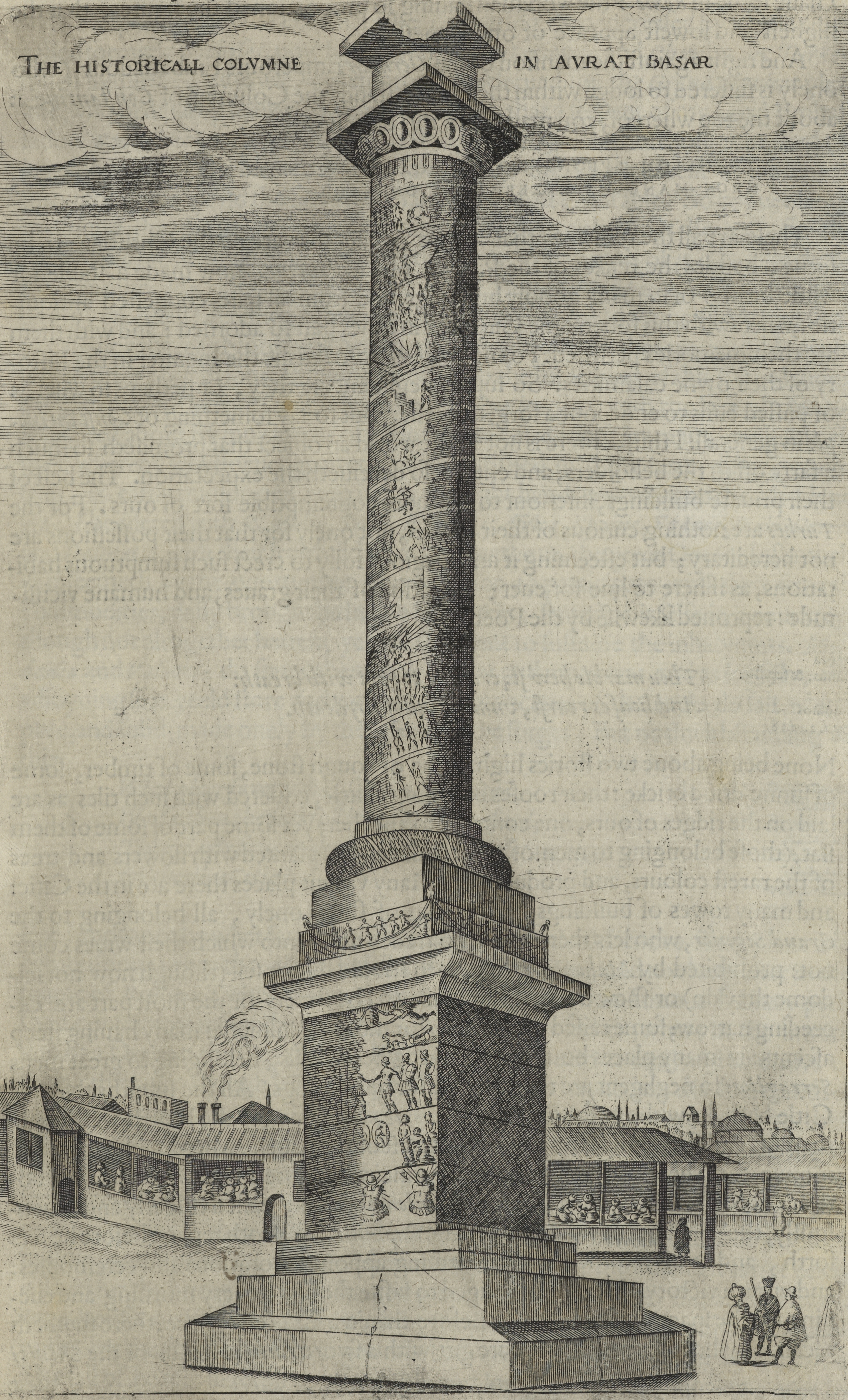
Dessin illustrant les voyages de George Sandys au début du XVIe s. (publié en 1615)
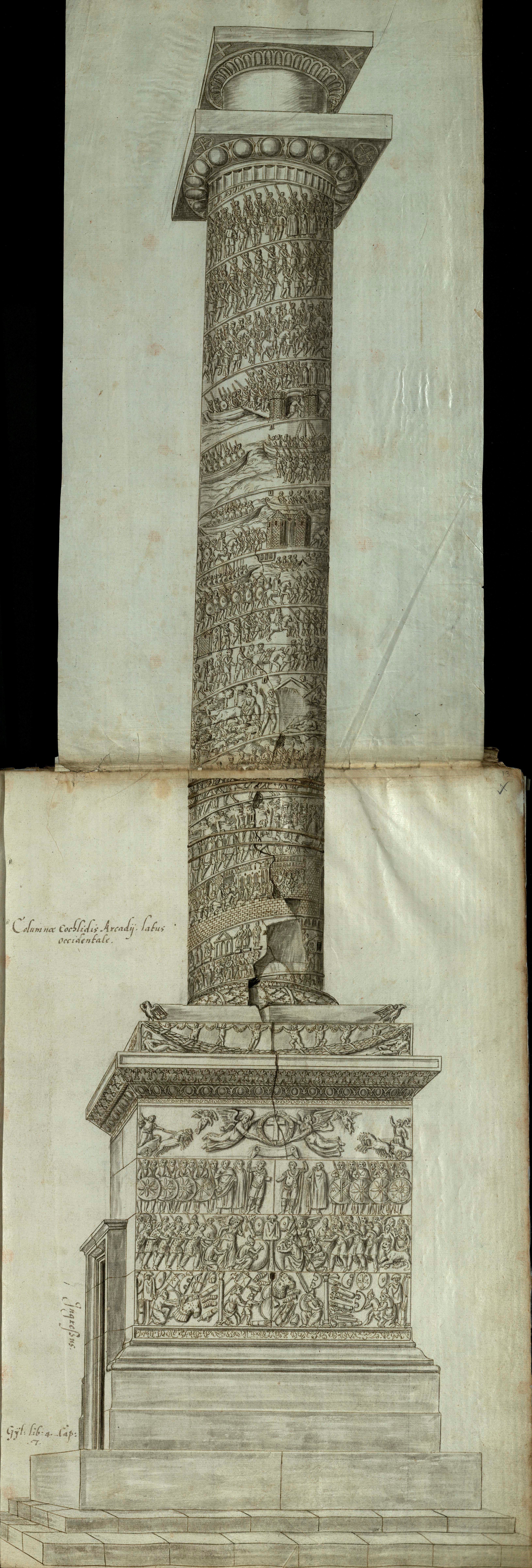
Dessin allemand, anonyme, XVIe s.
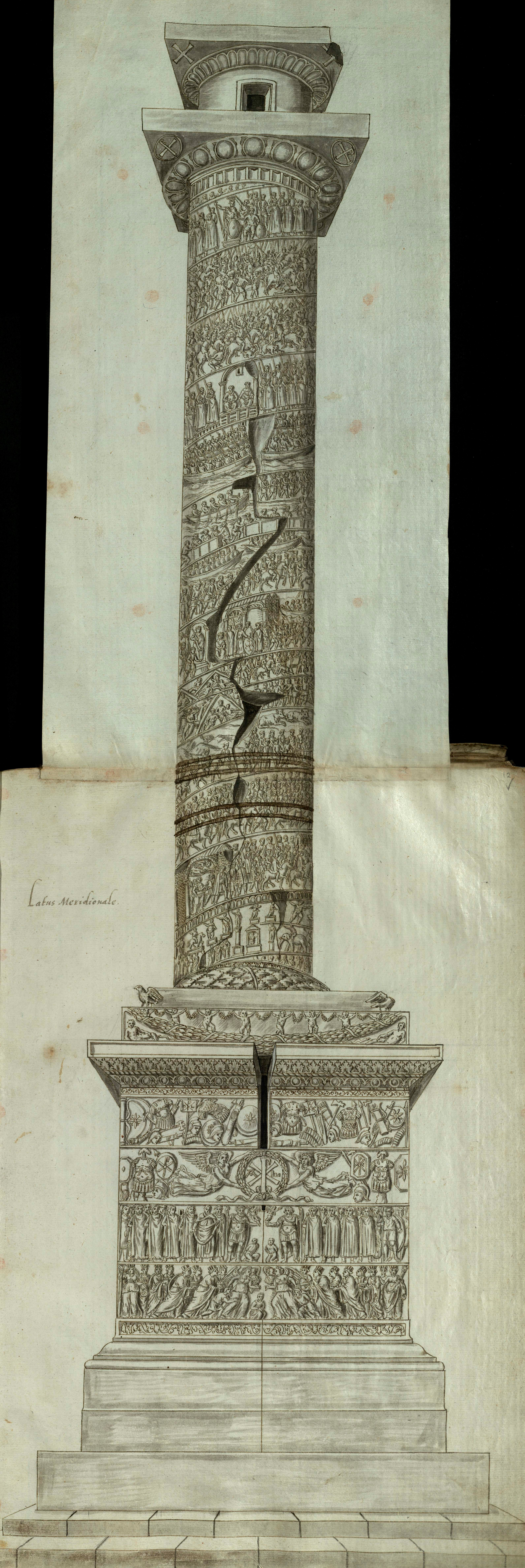
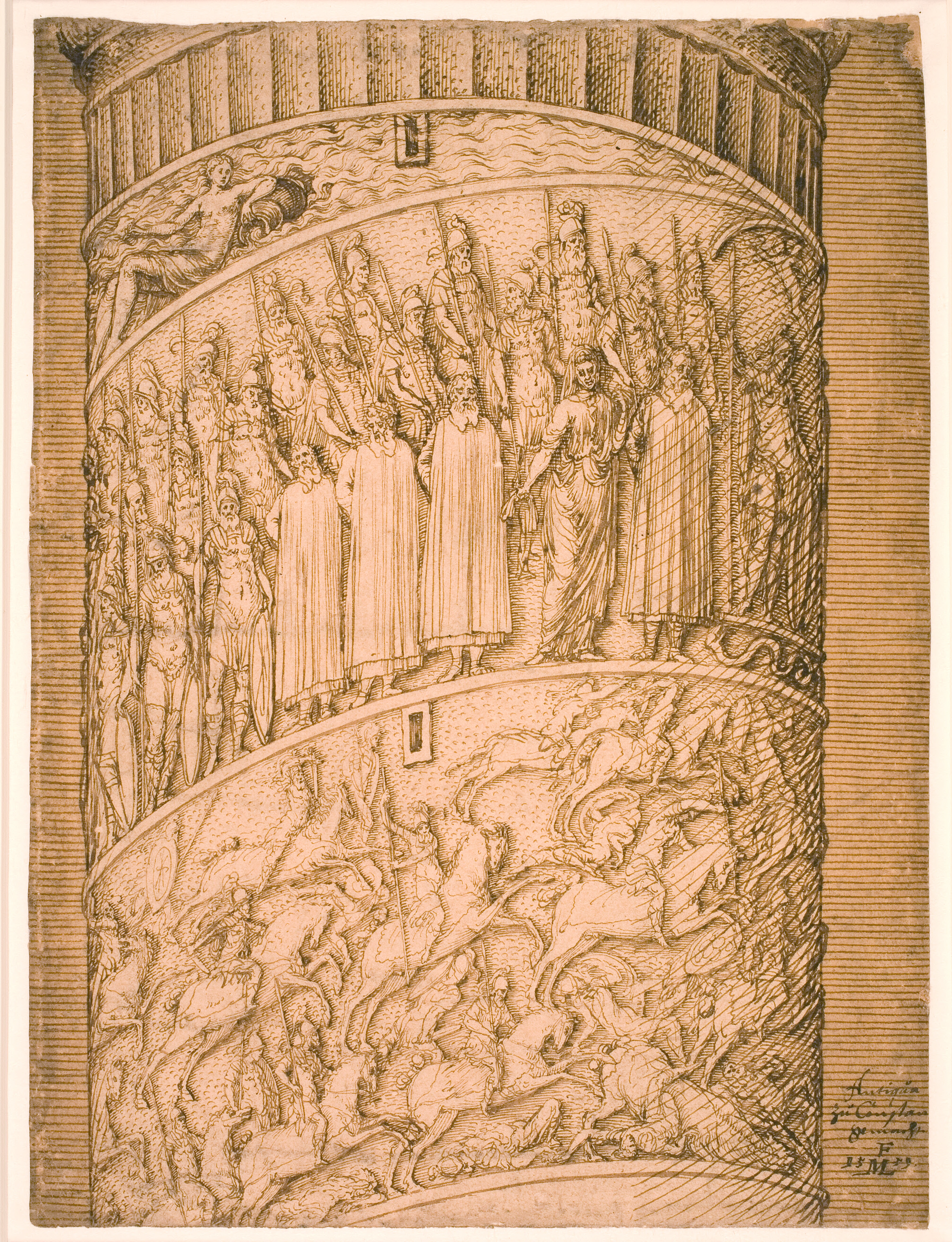
Partie supérieure. Dessin de Melchior Lorck, 1559.
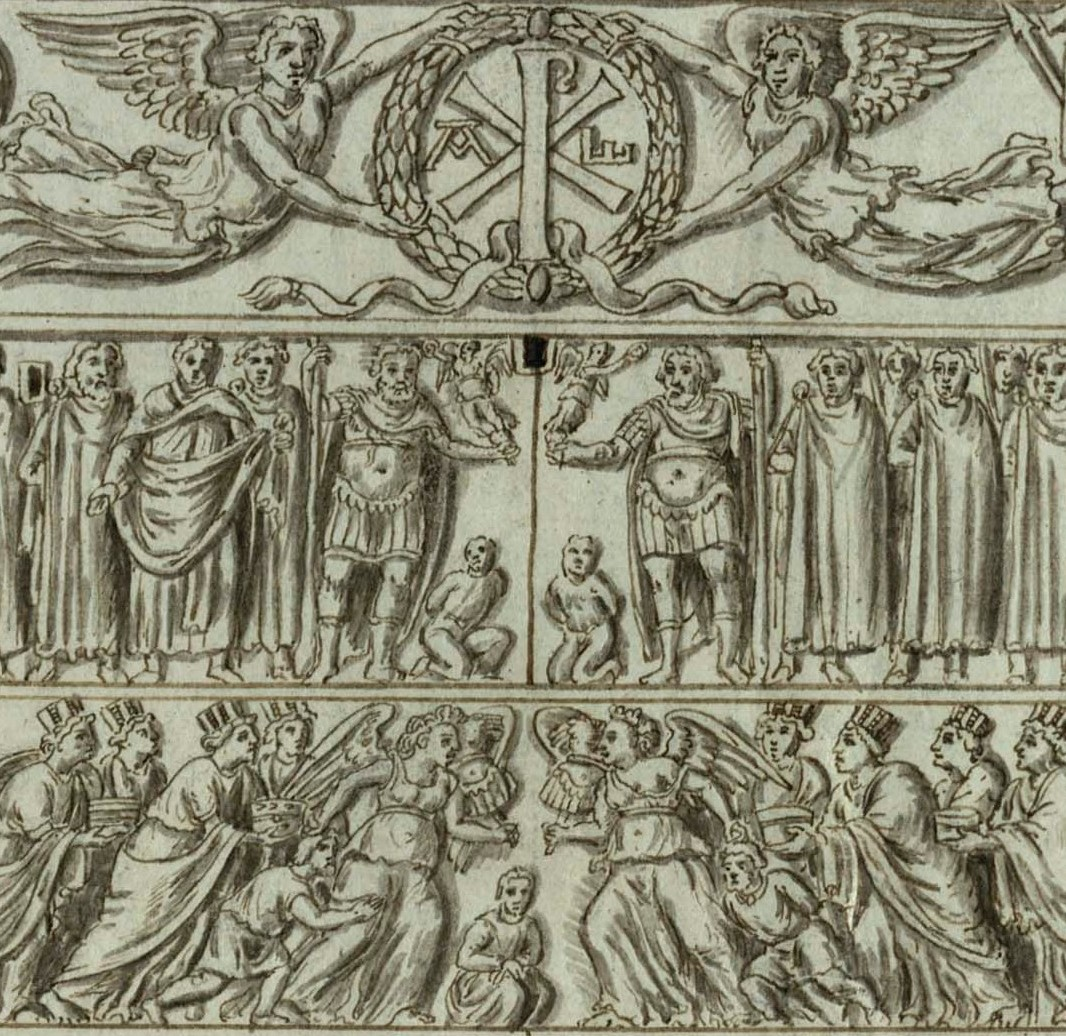
Base (dessin allemand, anonyme, XVIe s.)
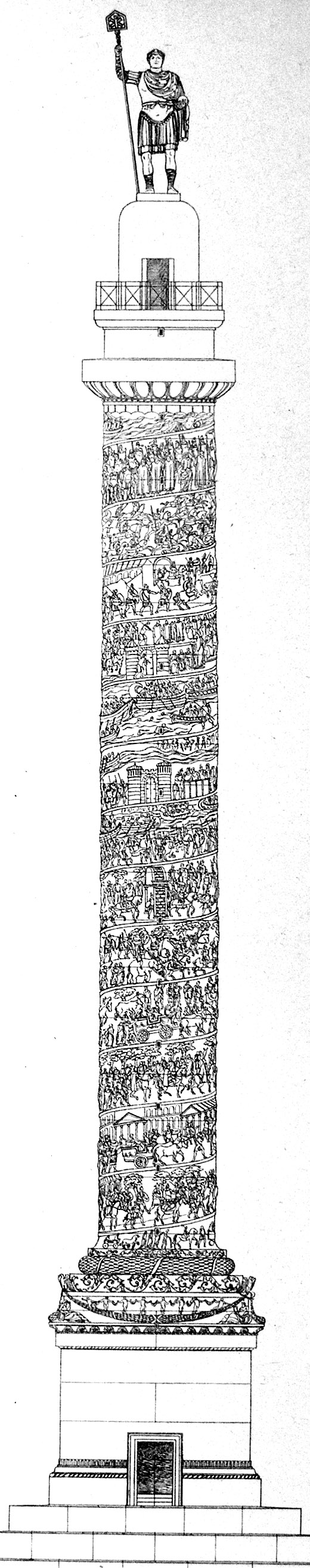
Reconstitution hypothétique
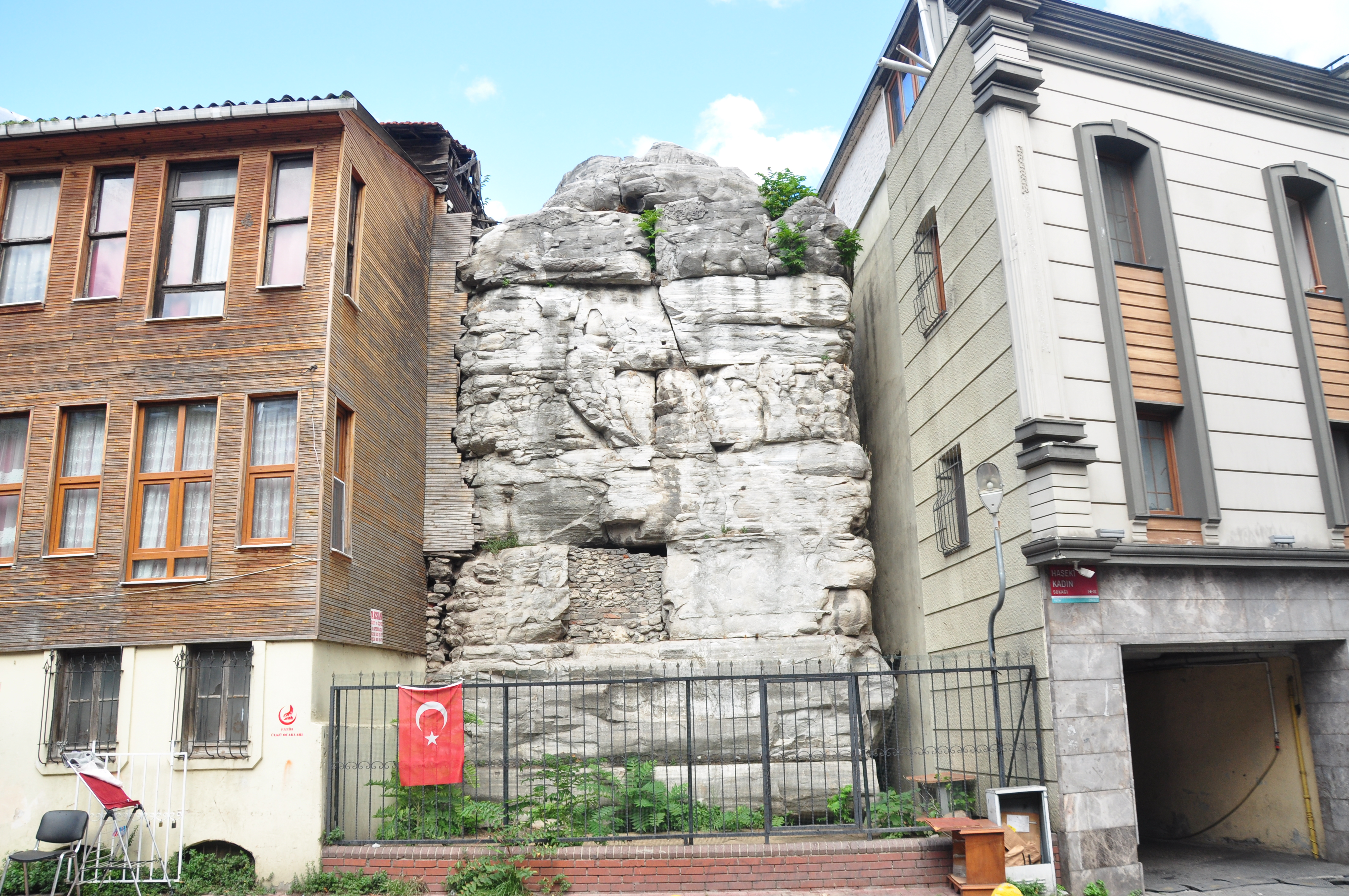
Ruine de la colonne en 2022